# Wapen van Oude Leije

Wapen van Oude Leije

Het wapen van Oude Leije is het dorpswapen van het Nederlandse dorp Oude Leije, in de Friese gemeente Leeuwarden. Het wapen werd in 2001 in de huidige vorm geregistreerd.

## Geschiedenis
Het wapen van Oude Lije was reeds langer bekend, maar het wapen werd, evenals bij andere dorpen van het Bildt, vastgesteld in 2001. Het dorpswapen is gebaseerd op het rijmpje: "In mes met in skai, is 't wapen fan de Ouwe Lai" (Een mes met een schede, is het wapen van Oude Leije). Het gebruik van het mes is het wapen zou verband houden met de onbehouwen bevolking van vroeger. Men zou snel geneigd zijn geweest om een mes te trekken.

## Beschrijving
De blazoenering van het wapen in het Fries luidt als volgt:
yn blau in mes mei in sulveren lims en in read heft mei gouden knop en skiedingsstik en in gouden skie, beide pleatst neffens in skeanbalke.
De Nederlandse vertaling luidt als volgt: 
in blauw een mes met een zilveren lemmet en een rood heft met gouden knop en scheidingsstuk en een gouden schede, beide geplaatst volgens een schuinbalk.
De heraldische kleuren zijn: azuur (blauw), zilver (zilver), keel (rood) en goud (goud).

## Zie ook

Vlag van Oude Leije